# Amtsbezirk Perg
Der Amtsbezirk Perg war eine Verwaltungseinheit im Mühlviertel in Oberösterreich.
Der Amtsbezirk war der Kreisbehörde für den Mühlkreis, die sich in Linz befand, unterstellt und besorgte deren Amtsgeschäfte vor Ort. Die Zuständigkeit erstreckte sich neben Perg auf die damaligen Gemeinden Allerheiligen, Altenberg, Arbing, Au, Baumgarten, Baumgartenberg, Hofstätten, Innerstein, Langacker, Lebing, Mitterkirchen, Münzbach, Naarn, Pergkirchen, Puchberg, Rechberg, Ruprechtshofen, Weinzierl und Windhaag. Damit umfasste er damals vier Märkte und 117 Dörfer.